# والنتین بیبیک
والنتین بیبیک (اوکراینی: Валентин Савич Бібік؛ ۱۹ ژوئیهٔ ۱۹۴۰ – ۷ ژوئیهٔ ۲۰۰۳) آهنگساز اهل اوکراین بود.